# El llanto de un niño
El llanto de un niño (The Crying Child) es una TV movie estadounidense de terror dramática dirigida por Robert Michael Lewis y protagonizada por Mariel Hemingway.
La película está basada en una novela de Barbara Mertz bajo el pseudónimo de Barbara Michaels y fue adaptada por Rob Gilmer.

## Argumento
Tras la muerte de su hijo, Madeline y Ran Jeffreys (Mariel Hemingway y George DelHoyo) se trasladan a una nueva casa situada en una isla y pasar así página. Sin embargo, la mujer empieza a escuchar los llantos de un bebé por toda la casa.

## Reparto
- Mariel Hemingway es Madeline Jeffreys.
- George DelHoyo es Ran Jeffreys.
- Finola Hughes es Jo Parker.